# Vũ Tuấn Chiêu
Vũ Tuấn Chiêu (chữ Hán: 武濬昭, 1426 - ?) nguyên quán xã Cổ Liễu, huyện Tây Chân (nay thuộc xã Nam Hùng huyện Nam Trực, tỉnh Nam Định), phủ Phụng Thiên, trú quán phường Nhật Chiêu, huyện Quảng Đức (nay thuộc phường Nhật Tân, quận Tây Hồ, thành phố Hà Nội). Ông đỗ đầu trong số ba đệ nhất giáp tiến sĩ cập đệ (tức trạng nguyên) khoa thi Hồng Đức năm thứ 6 (1475). Ông làm quan đến Tả Thị lang Bộ Lại.

## Trạng Nguyên khoa Ất Mùi (1475)
Khoa Ất Mùi 1475 - niên hiệu Hồng Đức 6, đời Lê Thánh Tông, lấy đỗ 43 Tiến sĩ, trong đó Vũ Tuấn Chiêu đỗ Đệ nhất danh (Trạng nguyên), khi ấy ông đã tròn 50 tuổi. Ông là vị Trạng nguyên thứ 13 của nước ta và là Trạng nguyên thứ 5 của triều Hậu Lê. Vũ Tuấn Chiêu còn có tên khác là Vũ Tuấn Thiều, tên tự là Đôn Hối, nguyên quán làng Xuân Lôi, xã Cổ Da, huyện Tây Chân (nay thuộc xã Nam Hùng, huyện Nam Trực, tỉnh Nam Định), trú quán tại làng Nhật Thiên, xã Nhật Chiêu, huyện Quảng Đức, phủ Phụng Thiên (nay thuộc phường Nhật Tân, quận Tây Hồ, Hà Nội).
Sử cũ cho hay tại kỳ thi Đình, đề thi năm đó vua Lê Thánh Tông hỏi các sĩ tử về phương kế làm cho binh mạnh và biện pháp khiến cho dân giàu. Trong bài văn sách của mình, Vũ Tuấn Chiêu đưa ra các kiến giải của mình một cách sâu sắc, bài văn sách này hiện vẫn được lưu lại trong cuốn gia phả của họ Vũ ở phường Nhật Tân (quận Tây Hồ, Hà Nội) gồm 23 trang, mỗi trang 8 dòng, mỗi dòng từ 4 đến 31 chữ, nội dung là các câu trả lời về những điều mà vua hỏi.
Trong đó ông cho rằng: “Binh mạnh thì trong nước yên ổn, bên ngoài thần phục, nước sẽ vững như bàn thạch. Dân giàu thì lễ nghĩa được thi hành, giáo hóa cũng theo đó trở nên tốt đẹp”, mà muốn cho binh mạnh phải chọn tướng giỏi và nên “dùng nhà Nho để cai quản việc quân thì quân sẽ mạnh”, những nhà Nho đó không chỉ học rộng văn hay, thông kinh bác sử mà phải có lòng dũng khí, cố gắng quên mình.
Còn muốn dân giàu thì cũng cần “dùng Nho để chăn dân, nhưng phải dùng kẻ Nho có phẩm chất, có tác dụng. Giảm bỏ kẻ ăn không, bớt chi tiêu phung phí, thực hành chế độ tiết kiệm để của cải sinh sôi, muôn họ giàu có. Vậy lo gì nước không giàu”.
Trong số các sĩ tử có quyển thi xuất sắc, bài văn nổi bật nhất kỳ thi Đình thuộc về ba người là Vũ Tuấn Chiêu, hai người còn lại là Cao Quýnh (người đỗ đầu thi Hội) quê ở huyện Đông Thành, phủ Diễn Châu, xứ Nghệ An (nay thuộc xã Cao Xá, huyện Yên Thành, tỉnh Nghệ An) và Ông Nghĩa Đạt người huyện Từ Liêm, phủ Quốc Oai (nay thuộc xã Phú Thượng, huyện Từ Liêm, Hà Nội).
Vũ Tuấn Chiêu làm quan đến chức Lại bộ Tả thị lang. Triều đình truy phong là “Tuấn lương Quang ý tôn thần”, sau gia tặng thêm làm “Dực bảo Trung hưng, Linh phù tôn thần”. Hiện nay tại nhà thờ chính của Vũ Tuấn Chiêu ở xã Nam Hùng, huyện Nam Trực, tỉnh Nam Định vẫn còn lưu giữ được tấm bia đá ghi hành trạng và 17 đôi câu đối ca ngợi sự thành đạt và công lao của ông đối với dân với nước. Trong đó có câu:
Hồng Đức văn chương khôi nhất giáp
Xuân Lôi trở đậu lịch thiên thu.
Nghĩa là:
Đời Hồng Đức văn chương nêu nhất giáp
Đất Xuân Lôi thờ cúng nghìn thu